# Mùa bão Tây Bắc Thái Bình Dương 1988
Mùa bão Tây Bắc Thái Bình Dương 1988 không có giới hạn chính thức; nó diễn ra trong suốt năm 1988, nhưng hầu hết các xoáy thuận nhiệt đới có xu hướng hình thành trên Tây Bắc Thái Bình Dương trong khoảng giữa tháng 5 và tháng 11. Những thời điểm quy ước phân định khoảng thời gian tập trung hầu hết số lượng xoáy thuận nhiệt đới hình thành mỗi năm ở Tây Bắc Thái Bình Dương.
Phạm vi của bài viết này chỉ giới hạn ở Thái Bình Dương, khu vực nằm ở phía Bắc xích đạo và phía Tây đường đổi ngày quốc tế. Những cơn bão hình thành ở khu vực phía Đông đường đổi ngày quốc tế và phía Bắc xích đạo thuộc về Mùa bão Đông Bắc Thái Bình Dương 1988. Bão nhiệt đới hình thành ở toàn bộ khu vực Tây Bắc Thái Bình Dương sẽ được đặt tên bởi Trung tâm Cảnh báo Bão Liên hợp  JTWC . Áp thấp nhiệt đới ở khu vực này sẽ có thêm hậu tố "W" phía sau số thứ tự của chúng. Áp thấp nhiệt đới trở lên hình thành hoặc đi vào khu vực mà Philippines theo dõi cũng sẽ được đặt tên bởi Cục quản lý Thiên văn, Địa vật lý và Khí quyển Philippines  PAGASA . Đó là lý do khiến cho nhiều trường hợp, một cơn bão có hai tên gọi khác nhau.

## Các cơn bão

### JMA Bão nhiệt đới Eight
JTWC không theo bão này.

### JMA Bão nhiệt đới Eleven
JTWC không theo dõi bão này.

### JMA Bão nhiệt đới Thirteen
JTWC không theo dõi bão này.

### JMA Bão nhiệt đới Twenty-five
Đã đổ bộ vào Việt Nam và không được JTWC theo dõi,

## Tên bão
| Roy  | Susan | Thad | Vanessa | Warren | Agnes  | Bill   | Clara | Doyle | Elsie | Fabian | Gay | Hal |
| Irma | Jeff  | Kit  | Lee     | Mamie  | Nelson | Odessa | Pat   | Ruby  | Skip  | Tess   | Val |     |

### Philippines
| Asiang                 | Biring                | Konsing               | Ditang               | Edeng                  |
| Gloring                | Huaning               | Isang                 | Lusing               | Maring                 |
| Ningning               | Osang                 | Paring                | Reming               | Seniang                |
| Toyang                 | Unsang                | Welpring              | Yoning               |                        |
| Dự phòng               |                       |                       |                      |                        |
|                        |                       |                       |                      | Apiang                 |
| Basiang (chưa sử dụng) | Kayang (chưa sử dụng) | Dorang (chưa sử dụng) | Enang (chưa sử dụng) | Grasing (chưa sử dụng) |

### Việt Nam
- Bão số 1 (Susan)
- Bão số 2 (Vanessa)
- Bão số 3 (Warren)
- Bão số 4 (Kit)
- Bão số 5 (Mamie)
- Bão số 6
- Bão số 7
- Bão số 8 (Pat)
- Bão số 9 (Ruby)
- Bão số 10 (Tess)
- Bão số 11 (Skip)

1. ↑  Gary Padgett. May 2003 Tropical Cyclone Summary. Truy cập 2006-08-26.